# Amantia combusta
Amantia combusta är en insektsart som först beskrevs av John Obadiah Westwood 1845.  Amantia combusta ingår i släktet Amantia och familjen lyktstritar. Inga underarter finns listade i Catalogue of Life.